# NGC 4253

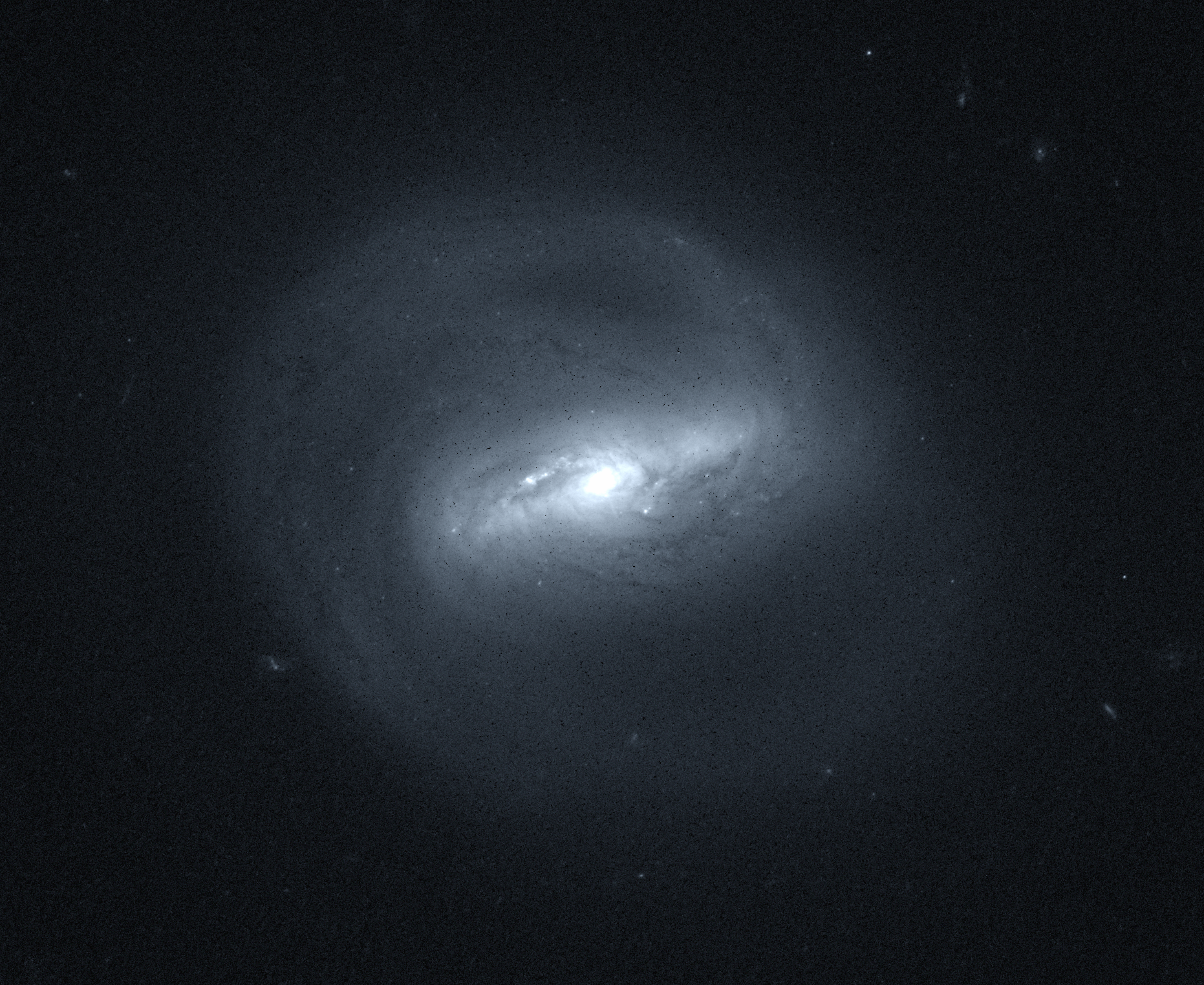
NGC 4253 par le télescope spatial Hubble.

NGC 4253 est une galaxie spirale barrée située dans la constellation de la Chevelure de Bérénice. NGC 4253 a été découverte par l'astronome germano-britannique William Herschel en 1788.

## Caractéristiques
La classe de luminosité de NGC 4253 est I et c'est une galaxie active de type Seyfert 1 (1.5).

### Distance
Sa vitesse par rapport au fond diffus cosmologique est de 4 146 ± 25 km/s, ce qui correspond à une distance de Hubble de 61,2 ± 4,3 Mpc (∼200 millions d'al).

### Émission de radiation ultraviolette
NGC 4253 est une galaxie dont le noyau brille dans le domaine de l'ultraviolet. Elle est inscrite dans le catalogue de Markarian sous la cote Mrk 766 (MK 766).

## Groupe de NGC 4185
Selon A.M. Garcia, la galaxie NGC 4253 fait partie d'un groupe de galaxies qui compte au moins 13 membres, le groupe de NGC 4185. Les membres du groupe sont dans l'ordre de la liste de Garcia NGC 4131, NGC 4134, NGC 4169, NGC 4174, NGC 4175, NGC 4185, NGC 4196, NGC 4253, NGC 4132, MCG 5-29-24, MCG 5-29-35, UGC 7221 et UGC 7294.
Dans un article publié en 1998, Abraham Mahtessian mentionne aussi l'existence de ce groupe, mais les cinq dernières galaxies de la liste de Garcia n'y sont pas.